# Phyllanthus glaziovii
Phyllanthus glaziovii är en emblikaväxtart som beskrevs av Johannes Müller Argoviensis. Phyllanthus glaziovii ingår i släktet Phyllanthus och familjen emblikaväxter. Inga underarter finns listade i Catalogue of Life.